# Honda C71

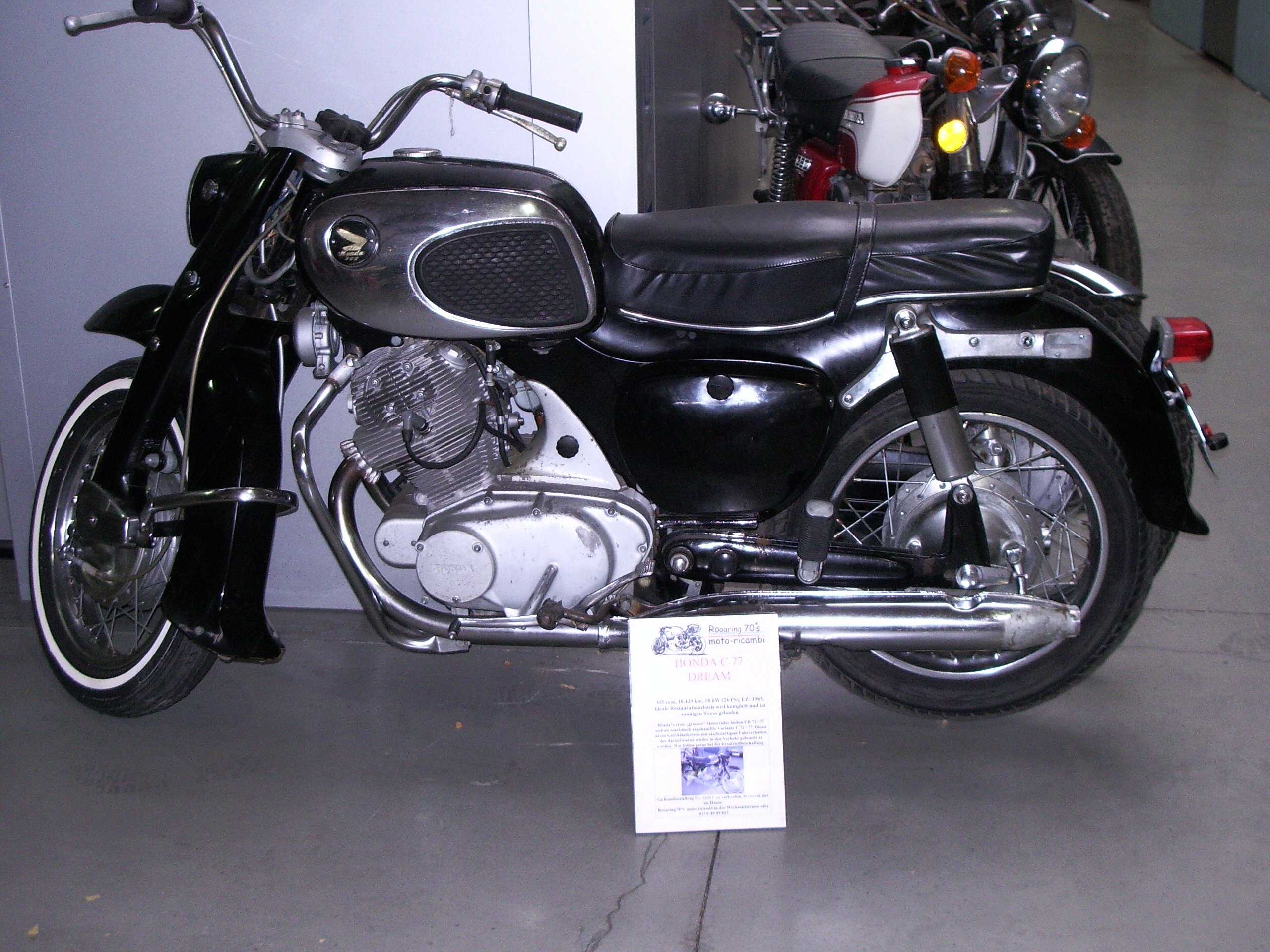
Honda CA77 Dream 300

Les Honda C71 et C72 Dream 250 cm3 et les C76 et C77 identiques mais avec une cylindrée de 305 cm3, furent les premières motos de grosse cylindrée que Honda exporta massivement. Ces modèles étaient caractérisés par un cadre en acier embouti, un moteur bicylindre en ligne avec une culasse en alliage et arbre à cames en tête. Ces motos étaient très bien équipées, avec des accessoires électriques en 12 volts, un démarreur électrique, des clignotants, une selle double et d'autres fonctionnalités avancées, qui n'étaient pas communes sur la plupart des motos de l'époque.

## Contexte historique

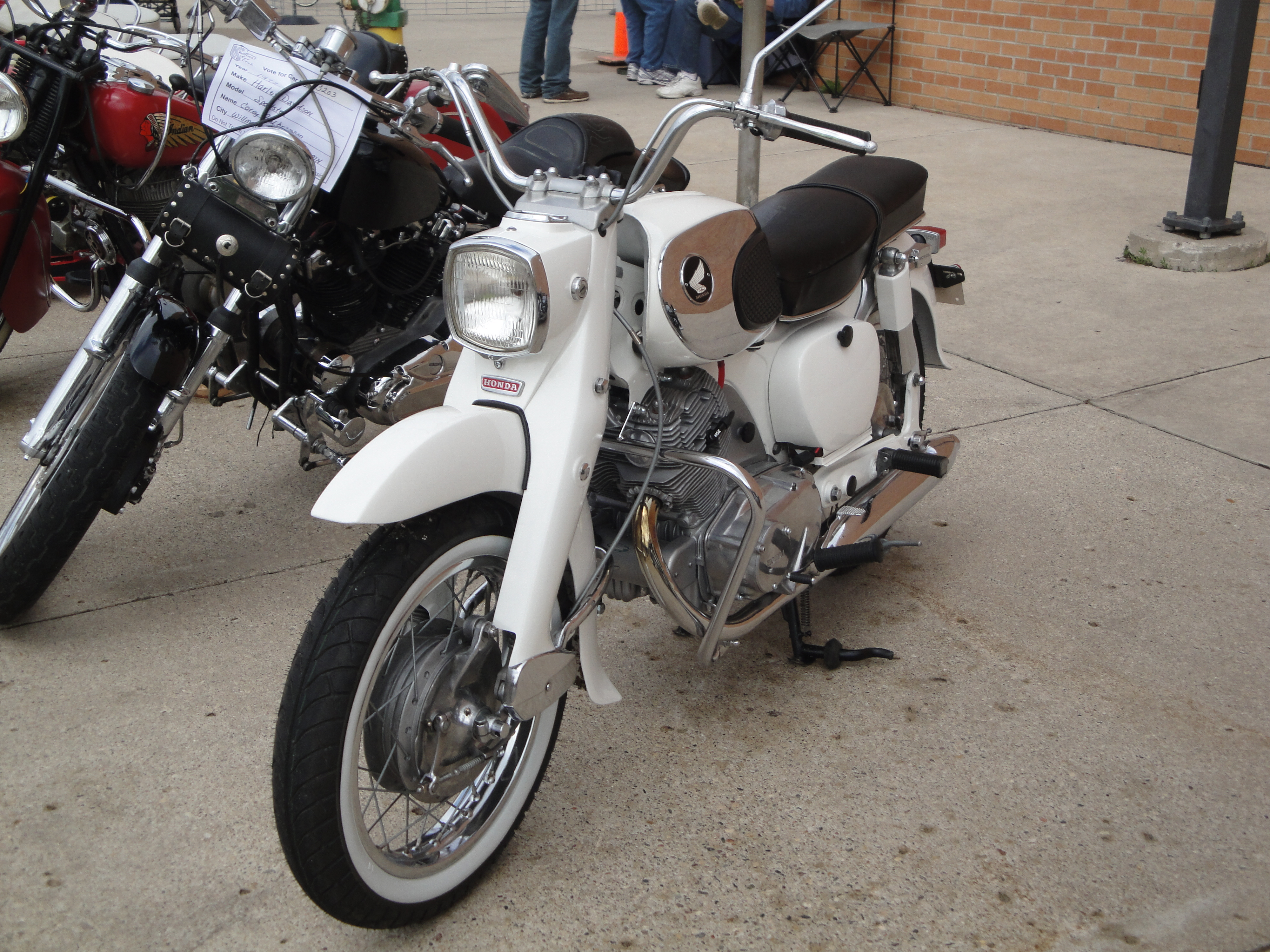
La Honda Dream CA77

Cette série de motos furent initiées avec la Honda C70 Dream. Soichiro Honda avait surnommé plusieurs de ses motos précédentes «Dream» après son rêve de construire des motos complètes.

### Années 1950
La C70 était une moto à cadre embouti de 250 cm3, avec un cadre très similaire aux machines ultérieures, sortie en 1956. Ce modèle était le plus souvent livré avec une seule solo, un porte-bagage et avec un pouf passager à clipser.
La C75 était la version 305 cm3 de la C70. Elle avait un phare avant carré et des amortisseurs, une fourche à balancier, un guidon en acier embouti et était quelque peu inhabituel dans son apparence. Le moteur était à carter sec et le circuit électrique était en 6 volts. La conception du cadre et du moteur fut fortement influencée par les motos construites par NSU Motorenwerke AG, que Soichiro Honda avait vus lors de sa visite en Europe en 1955, y compris sur les courses du Tourist Trophy de l'île de Man.
Les C71 et C76 étaient des développements ultérieurs, à partir de 1957 ou 1958. La C71 était une moto de 250 cm3, tandis que la C76 embarquait un bloc de 305 cm3. Peu de choses avaient changé visuellement, mais elles étaient équipées de démarreurs électriques. Les selles doubles étaient le standard sur les motos d'exportation, mais la combinaison selle solo/porte-bagages était également disponible. Ces modèles ont été exportés vers l'Europe, les États-Unis et d'autres marchés. Une C71 fut présentée aux Pays-Bas en 1958 et au salon Earls Court en 1958/1959, tandis que la C76 est devenue la moto phare de la gamme Honda aux États-Unis en 1959.
Il existait une version spécialement conçue pour le marché américain appelée CA76, qui était équipée de guidons tubulaires conventionnels, bien que les barres standard en acier embouti des C71 et C76 aient été également vendues aux États-Unis. Finalement, seule une petite poignée de ce modèle fut exportée dans le reste du monde. Ces modèles furent les premières «Dreams» de Honda vendus hors du Japon. Les CS71, CS76 et CSA71, CSA76, les modèles «Dream Sport» avec des tuyaux d'échappement élevés, étaient également disponibles. Tous ces modèles se vendirent bien sur leur marché intérieur et ont depuis atteint le statut de motos cultes auprès des collectionneurs japonais.
La CE71 Dream Sport était une version très proche de ces modèles, et très rare. Cette moto embarquait le même moteur à carter sec avec le même cadre embouti, un guidon tubulaire, des tuyaux d'échappement sport bas, une selle double et avec un réservoir de carburant angulaire similaire à la CB92. Un peu plus de 400 exemplaires ont été fabriqués et exportés aux États-Unis et en Europe. Tous furent rappelés, la plupart ayant été mis au rebut.
Une autre version rare était la CB71 - une autre version sportive des motos à carter sec. Elle n'était disponible qu'au Japon, et seulement en nombre limité. Elle rappelait beaucoup la CB92 : cadre embouti, guidon plat "ace'', saute-vent, échappements mégaphone bas, garde-boue arrière abaissé, garde-boue avant style vélo et réservoir de carburant angulaire enveloppant avec les protections en caoutchouc de la CB92.

### Années 1960
Le développement final de ces motos, les C72/C77, fut proposé à partir de 1960. Une C72/C77 de 1960 est un modèle très rare, la plupart étant sortis en 1961. Les modèles pour le marché américain CA72/CA77 furent disponibles en 1961. Ces motos ont été fabriquées jusqu'en 1967, bien qu'il semble qu'en raison de la façon dont les motos américaines sont datées, beaucoup aux États-Unis sont considérées comme des modèles de 1968 ou même de 1969. Ces motos ont reçu un moteur complètement repensé. Notamment un carter humide avec de nombreuses différences internes, essentiellement un nouveau moteur, avec démarrage électrique et système 12 volts.
Les C72 et C77 avaient des guidons en acier embouti tandis que les CA72 et CA77 avaient des guidons tubulaires hauts. Au-delà de cela, il n'y avait que des différences mineures, différents indicateurs ont été adaptés aux motos non américaines en fonction de la législation des pays. Les motos construites jusqu'en 1963 avaient une forme de réservoir de carburant différente de celle des modèles ultérieurs, et les barres en acier emboutis furent abandonnées à peu près au même moment (tous les modèles utilisant des guidons en tubes conventionnels). En dehors de ça la moto est restée sensiblement la même pour le reste de sa production. Il existe aussi une version C78/CA78, sans différences substantielles visibles avec les C77/CA77.
Les CA77 d'avant 1963 étaient considérés comme des motos de tourisme/banlieue bien équipés - pas particulièrement sportifs, mais fiables et confortables, avec un changement de vitesse bien meilleur que de nombreuses motos de plus grosse cylindrée. Comme les précédentes motos à carter sec, il y avait les versions sportives à échappement relevé, les CS72 et CS77, et leurs versions pour le marché américain respectives CSA72 et CSA77.
Les C72/C77 ont été exportés vers l'Europe, la Grande-Bretagne, l'Australie et d'autres marchés, et vendu en certains nombres, bien qu'elles soient relativement chères. Le sentiment anti-japonais après la Seconde Guerre mondiale étant toujours d'actualité, au Royaume-Uni des fabricants comme BSA et Triumph tentèrent de convaincre les concessionnaires de ne pas vendre de motos japonaises. En outre, le style était considéré comme quelque peu inhabituel aux yeux des Européens et, au milieu des années 1960, assez démodé.

## Héritage et influence
Une version développée du moteur fut utilisée dans le descendant CB72 et son cousin de 305 cm3, la CB77, qui furent à leur époque des motos de sport révolutionnaires. Les scramblers CL72 et CL77 utilisaient également les mêmes moteurs. Ce moteur a par ailleurs été étudié, développé et réalésé par Laverda pour servir de base à leurs moteurs bicylindres de 650 cm3 et 750 cm3.
Ces modèles Honda sont considérés comme des objets de collection et ont une forte popularité au sein du Vintage Japanese Motorcycle Club.

## Voir également
- Liste des motos des années 1950